# Oncideres nivea
Oncideres nivea är en skalbaggsart som beskrevs av Dillon 1946. Oncideres nivea ingår i släktet Oncideres och familjen långhorningar. Inga underarter finns listade i Catalogue of Life.